# Мозамбік
Респу́бліка Мозамбі́к (порт. Moçambique) — держава на південному сході Африки; межує на півночі з Замбією, Малаві і Танзанією, на півдні з Південно-Африканською Республікою (ПАР), на заході з Есватіні і Зімбабве, на сході омивається Індійським океаном. Столиця і головний порт — місто Мапуту.

## Географія

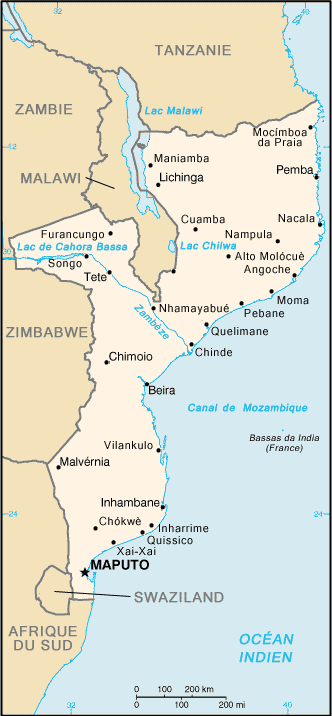
Мозамбік

Держава знаходиться в Південній Африці, територія країни простягається з півночі на південь на 1770 км, а із заходу на схід — на 1090 км. На півночі межує з Танзанією (спільний кордон — 755 км); на заході — з Малаві (1570 км), Замбією (420 км) і Зімбабве (1230 км); на півдні — з Південно-Африканською Республікою (490 км) і Есватіні (105 км). На сході омивається водами Мозамбіцької протоки Індійського океану, берегова лінія сягає 2470 км.

### Рельєф
Територія Мозамбіку розташована в межах Східноафриканського плоскогір'я, що знижується з заходу на схід, і Мозамбіцької заболоченої низовини (на півдні і сході). Вздовж кордону з ПАР — вулканічні гори Лібомбо. Територія країни має незвичайну конфігурацію, що тягнеться від низовин і боліт на узбережжі Індійського океану до плато Центральної Африки.

### Клімат
Клімат на півночі країни субекваторіальний, на півдні — тропічний.

### Внутрішні води

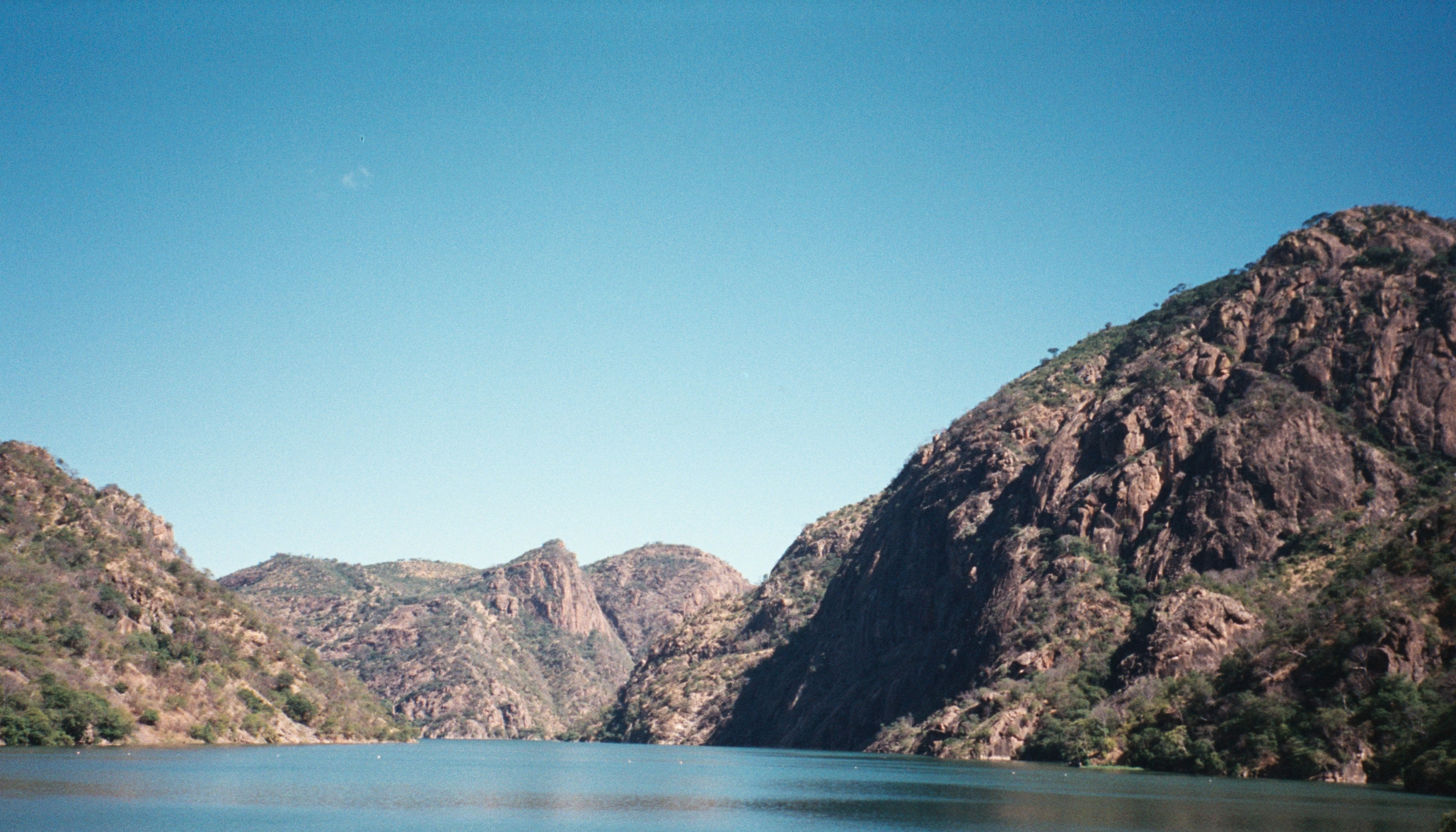
Вид на озеро Кагора-Басса

Найбільші річки — Замбезі, Лімпопо, Рувума, Саве, Лігон'я, Луріу. Усі річки течуть із заходу на схід і впадають в Індійський океан. Коливання стоку вельми значні. У вологий сезон звичайні повені, які в окремі роки приймають загрозливі розміри (сильні повені відбувалися в 1977, 1978, 1984, 1998 i 2000 роках). У інші сезони року річки можуть майже повністю пересихати. На р. Замбезі, що протікає в провінції Тете (західний Мозамбік), побудована гідроелектростанція Кебрабаса (Кахора-Баса). Велике природне прісноводне озеро Ньяса розташоване на стику Мозамбіку, Малаві і Танзанії.

## Історія

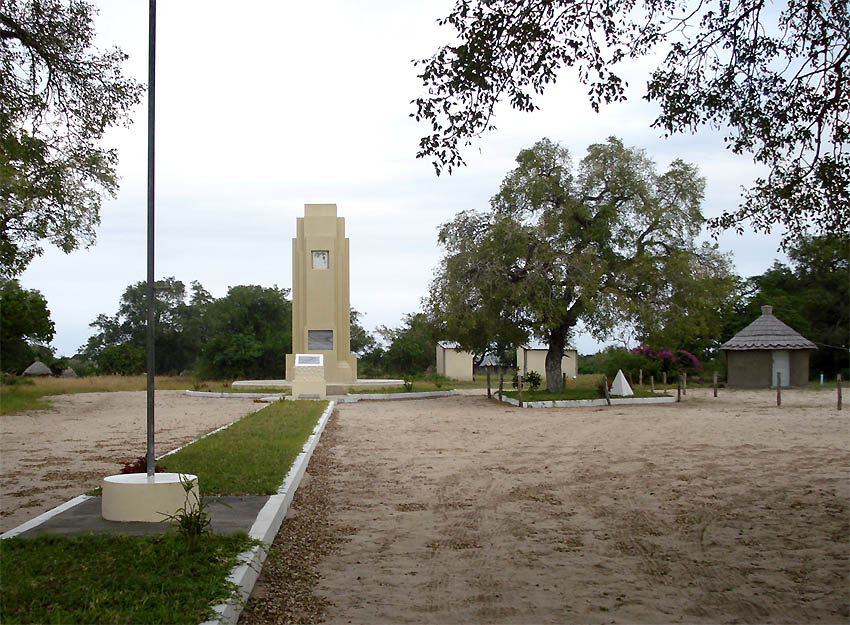
Пам'ятник імператору Нгунгутхане в Чаміте

З доісторичних часів територію Мозамбіку населяли племена бушменів та готтентотів, які займались полюванням та збиральництвом. В V—IX століттях тут з'являються племена банту. Починаючи з VIII століття в Африку почали проникати араби.
Колонія Португалії з 1505 року. Незалежність одержала як соціалістична республіка в 1975 році. ФРЕЛІМО (Фронт визволення Мозамбіку) — правляча партія з 1975 року. Добрі відносини із західними державами відновлені в 1983 році, угода з ПАР, знана як «угода Нкоматі», була підписана в 1984 році. Група опору РЕНАМО (Мозамбіцький національний опір) відповідальна за партизанську боротьбу з 1977 по 1992 роки.

### Період демократичних реформ
У період з 1992—2002 років відбувалася приватизація економічного сектора, де бл. 900 компаній були продані приватним підприємцям. Для залучення мозамбіцьких та іноземних інвесторів влада почала надавати підприємцям кредити на пільговій основі. У 1995 році Мозамбік приєднався до Співдружності Націй, ставши на той час єдиною державою, яка ніколи не була частиною Британської імперії. У 1997 році було прийнято закон про право володіння землею. 
На початку 2000 року південь Африки потерпав від потужних тропічних злив — в Зімбабве та ПАР були зрушені більшість гребель, що привело до катастрофічної повені в Мозамбіку. Більше півмільйона людей опинилися без даху над головою, 640 осіб загинуло. Збиток від повені за підрахунком США складав 450 млн дол., рівень інфляції виріс на 12 %.
У 2001 році була розроблена п'ятирічна програма розвитку сільського господарства «ПроАгро», на реалізацію якої половину коштів було надано зарубіжними інвесторами.

## Політична система

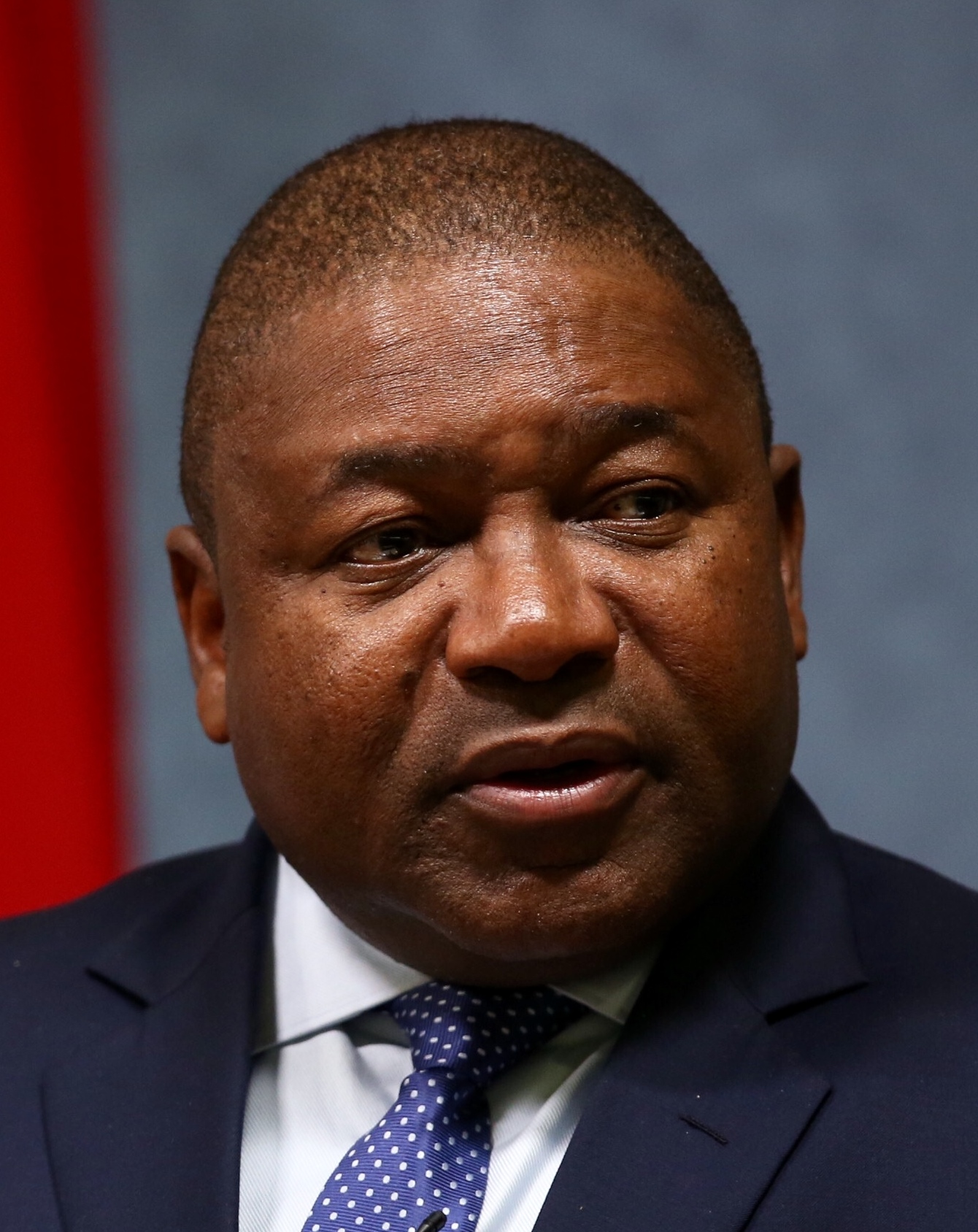
Діючий Президент Мозамбіку Філіпе Н'юсі

Мозамбік за формою правління є президентською республікою, глава держави — президент. Державний устрій — унітарна держава.
На виборах 2014 році перемогу отримав колишній Міністр Оборони Філіпе Н'юсі, який з 15 січня 2015 року став 4-м Президентом незалежного Мозамбіку.

### Парламент

#### Політичні партії
Однопартійне правління в країні закінчилось у 1992 році, коли в Римі був підписаний мирний договір між РЕНАМО і ФРЕЛІМО. З цього року в країні дозволена багатопартійність. Перші демократичні вибори відбулись у 1994 році, другі — у 1999 році, треті — у 2004 році, четверті — у 2009 році. Парламентські і президентські вибори проводяться одночасно.
На парламентських виборах 5 грудня 1999 року до парламенту Мозамбіку пройшли наступні політичні партії:
- Фронт визволення Мозамбіку (ФРЕЛІМО) — 133 місця (53 %);
- Мозамбіцький національний опір (РЕНАМО) — 117 місць (47 %)[3].

На парламентських виборах 2009 року до парламенту Мозамбіку пройшли такі політичні партії:
- ФРЕЛІМО — 191 місце (74,7 %);
- РЕНАМО — 51 місце (17,7 %).
- Демократичний рух Мозамбіку (MDM) — 8 місць (3,9 %)

На парламентських виборах 2024 року до парламенту Мозамбіку пройшли такі політичні партії:
- ФРЕЛІМО  — 195 місце (78 %);
- PODEMOS  — 31 місце (12,4 %);
- РЕНАМО  — 20 місць(8 %);
- Демократичний рух Мозамбіку (MDM) — 4 місця (1,6 %)

### Конфлікти в країні
Починаючи з 2013 року у центральних і північних регіонах країни відбулася низка повстань очолюваних лідерами РЕНАМО. 5 вересня 2014 року колишній очільник держави Арманду Гебуза та лідер РЕНАМО Афонсу Длакама підписали угоду про припинення військових дій, що дозволило обом командам сконцентрувати увагу на загальних виборах, які відбулися у жовтні 2014 року. Однак після загальних виборах виникла нова політична криза, і ситуація в країні знову загострилась. РЕНАМО не визнав результатів виборів і почав вимагати контроль над шістьма провінціями — Нампулою, Ніассою, Тете, Замбезією, Софалою та Манікою, які з їхніх слів були ними здобуті. Станом на липень 2016 року близько 12 тисяч біженців нараховується у сусідній державі Малаві.
Наприкінці січня у 2017 році поміж Мозамбіком та Російською Федерацією укладено угоду з військово-технічного співробітництва. Згідно з документом передбачено поставку зброї, військової техніки та запасних частин для сумісної боротьби з тероризмом.
5 жовтня 2017 року у північній провінції Мозамбіку Кабу-Делгаду, ісламська група бойовиків «Ансар аль-Сунна» (створена в 2015 році як релігійний рух. Дослівно «Адепти традицій пророка») оголосила  про створення ісламської держави та мозамбіцької сили безпеки й вчинила напад на поліцейську дільницю у місті Мосімбоа-да-Прая. Під час нападу загинуло 17 осіб.  Після нетривалої окупації міста, бойовики викрали зброю. Терористичне угрупування не є згуртованою організацією і скоює поодинокі напади в основному в сільських місцевостях спалюючи будинки та вбиваючи мешканців, почасту відрізаючи їм голови та спалюючи їх. Поліція Мозамбіку заарештувала бл. 470 осіб, які були причетні до терористичних актів. Збройний конфлікт поміж урядом та бойовиками продовжується і сьогодні. Станом на вересень 2018 року зафіксовано 103 вбивства.

#### Українсько-мозамбіцькі відносини
Уряд Мозамбіку офіційно визнав незалежність України 17 березня 1992 року, дипломатичні відносини з Україною встановлено 19 серпня 1993 року.
Справами України в Мозамбіці відає Посольство України у Республіці Мозамбік, офіційне відкриття якого відбулось в квітні 2024 р.
Також, з 23 жовтня 2017 року у Мапуту функціонує почесне консульство України. Почесним консулом призначений громадянин Мозамбіку, бізнесмен Абіліу де Лобау Соейру.

### Державна символіка
- Державний прапор
- Державний герб
- Державний гімн

## Адміністративно-територіальній поділ

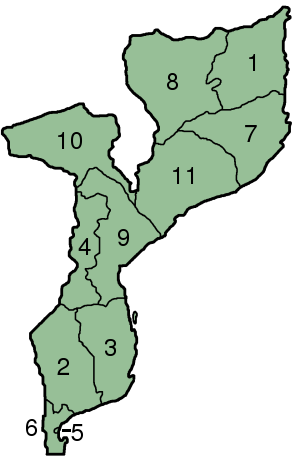
Карта Мозамбіку з провінціями

В адміністративно-територіальному відношенні територія держави поділяється на: 11 провінцій, які, в свою чергу, поділяються на 128 дистриктів.
| №  | Провінція          | Адміністративний центр | Площа, км² | Населення, чол. (2007) | Щільність, чол./км² |
| -- | ------------------ | ---------------------- | ---------- | ---------------------- | ------------------- |
| 1  | Кабу-Делгаду       | Пемба                  | 82625      | 1632065                | 19,75               |
| 2  | Газа               | Шаї-Шаї                | 75709      | 1251323                | 16,53               |
| 3  | Іньямбане          | Іньямбане              | 68615      | 1301967                | 18,97               |
| 4  | Маніка             | Шимойо                 | 61661      | 1438476                | 23,33               |
| 5  | Мапуту (місто)     | Мапуту                 | 602        | 1120360                | 1861,06             |
| 6  | Мапуту (провінція) | Мапуту                 | 25756      | 1233143                | 47,88               |
| 7  | Нампула            | Нампула                | 81606      | 4049082                | 49,62               |
| 8  | Ньяса              | Лішинга                | 129 056    | 1182393                | 9,16                |
| 9  | Софала             | Бейра                  | 68018      | 1671864                | 24,58               |
| 10 | Тете               | Тете                   | 100 724    | 1801528                | 17,89               |
| 11 | Замбезія           | Келімане               | 105 008    | 3897064                | 37,11               |
|    | Всього             |                        | 799380     | 20579265               | 25,11               |

## Збройні сили
Чисельність збройних сил у 2000 році складала 5,5 тис. військовослужбовців. Загальні витрати на армію склали 87 млн доларів США.

## Економіка

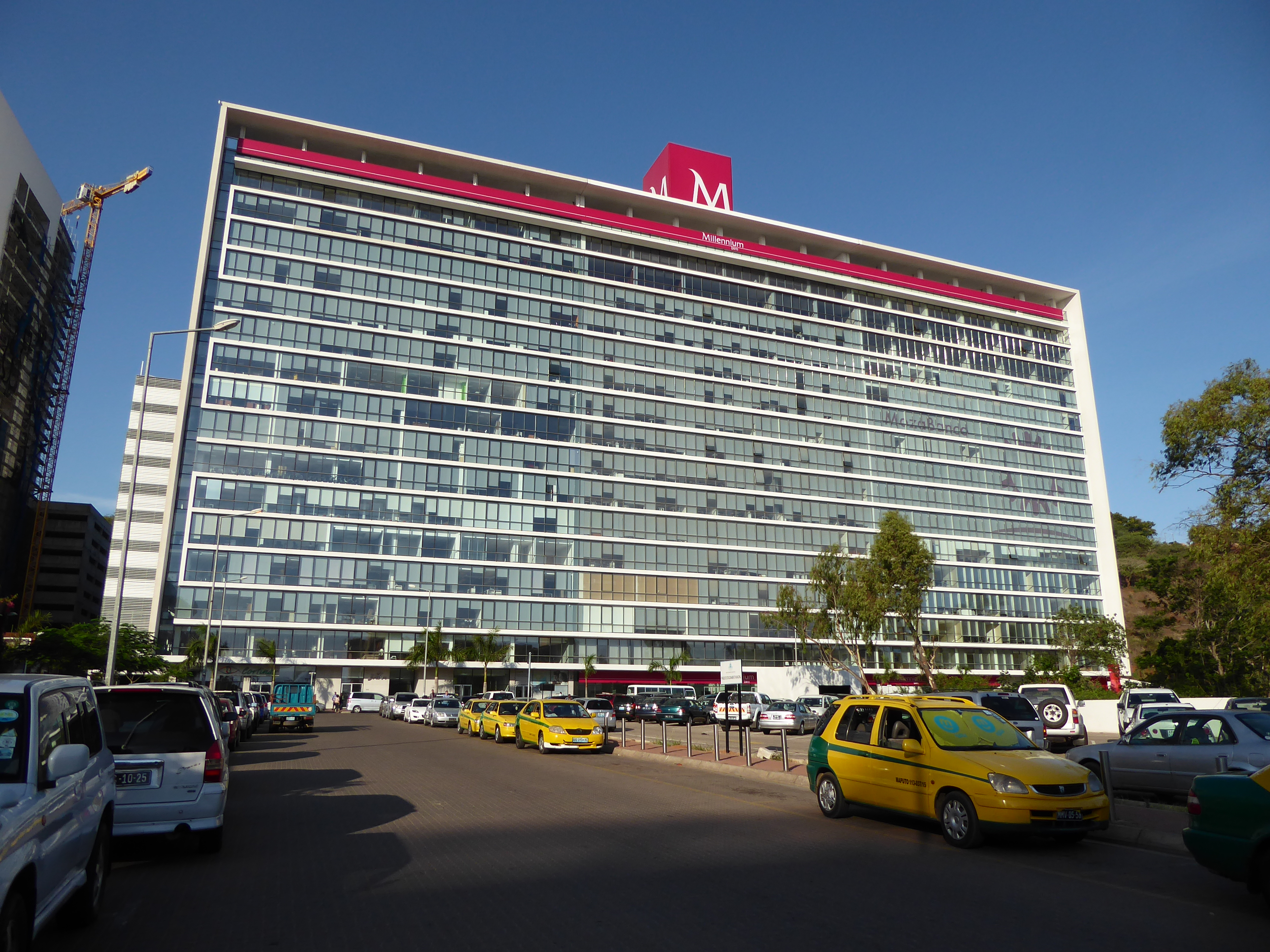
Будинок банку Millennium bim, Мапуту

Мозамбік — одна з найвідсталіших держав Африки. Валовий внутрішній продукт (ВВП) у 2006 році склав 29,3 млрд доларів США (97-ме місце в світі); що у перерахунку на одну особу становить 1,5 тис. доларів (161-ше місце в світі). Промисловість разом із будівництвом становить 26 % від ВВП держави; аграрне виробництво разом з лісовим господарством і рибальством — 22 %; сфера обслуговування — 52 % (станом на 2002 рік). Зайнятість активного населення у господарстві країни розподіляється таким чином:
- 6 % — промисловість і будівництво
- 80 % — аграрне, лісове і рибне господарства
- 14 % — сфера обслуговування (станом на 2006 рік)[3].

Надходження в державний бюджет Мозамбіку за 2006 рік склали 1,4 млрд доларів США, а витрати — 1,8 млрд; дефіцит становив 22 %.
Прямі закордонні інвестиції — 131 млн $.

### Валюта
Національною валютою країни слугує метікал. У 2023 році за 1 долар США дають 63,25 метікала.

### Промисловість
Головні галузі промисловості: гірнича, харчова, текстильна, хімічна, цементна і тютюнова. Фабрика Мозал виготовляє алюміній у зливках.

### Енергетика
За 2004 рік було вироблено 11,6 млрд кВт·год електроенергії (експортовано 8,8 млрд кВт·год); загальний обсяг спожитої — 9,6 млрд кВт·год (імпортовано 7,6 млрд кВт·год).
У 2004 році споживання нафти склало 11,5 тис. барелів на добу, природний газ не використовується для господарських потреб.

### Агровиробництво
У сільськогосподарському обробітку знаходиться лише 4 % площі держави. Головні сільськогосподарські культури: сорго, бавовник, арахіс, цукрова тростина, чай, маніок, кукурудза.
|                        |                     |
| Жінка збирає кукурудзу | Торгівля креветками |

Загальна чисельність великої рогатої худоби в країні складає 1,3 млн голів.

### Транспорт
Транспорт: автомобільний, залізничний, морський. Головні морські порти: Мапуту, Бейра, Накала, Келімане. У Мапуту, Бейрі, Нампулі, Пембі, Ліщінзі розташовані міжнародні аеропорти. Територією Мозамбіку проходить нафтопровід від Бейри до Мутаре (Зімбабве) та газопровід від Панде до ПАР.
|                                        |                              |                            |
| Типовий транспорт сільської місцевості | Залізничний вокзал в Шаї-Шаї | Торгівля дизельним пальним |

### Зовнішня торгівля
Основні торговельні партнери Мозамбіку: Іспанія, Португалія, Південно-Африканська Республіка, Зімбабве, Саудівська Аравія, США.
Держава експортує: алюміній у брусках, природний газ (газосховище Панде), горіхи кеш'ю, цукор, бавовну, чай, креветки, копру. Основні покупці: Іспанія (17 %); Португалія (12 %); Південно-Африканська Республіка (16 %), США (10 %). У 1998 році вартість експорту склала 295 млн доларів США.
Держава імпортує: продукти харчування, промислові вироби, нафту. Основні імпортери: Південно-Африканська Республіка (55 %); Зімбабве (7 %); Саудівська Аравія (5 %). У 1998 році вартість імпорту склала 965 млн доларів США.

#### Торгівля з Україною
За даними Міністерства Закордоних Справ України та Української Торговельної Палати, за 11 місяців 2016 року обсяг двосторонньої торгівлі товарами склав 12,1 млн доларів США. При цьому український експорт до Мозамбіку склав 2,6 млн дол. США, а імпорт склав 9,5 млн дол. США.

## Населення
Населення держави у 2006 році становило 19,7 млн осіб (53 місце в світі). Густота населення: 23,8 осіб/км² (146-те місце в світі). Згідно зі статистичними даними за 2006 рік народжуваність 32,5 ‰; смертність 21,4 ‰; природний приріст 13,8 ‰.
Вікова піраміда населення виглядає таким чином (станом на 2006 рік):
- діти віком до 14 років — 42,7 % (4,2 млн чоловіків, 4,2 млн жінок);
- дорослі (15—64 років) — 54,5 % (5,2 млн чоловіків, 5,5 млн жінок);
- особи похилого віку (65 років і старіші) — 2,8 % (0,23 млн чоловіків, 0,32 млн жінок).

### Урбанізація

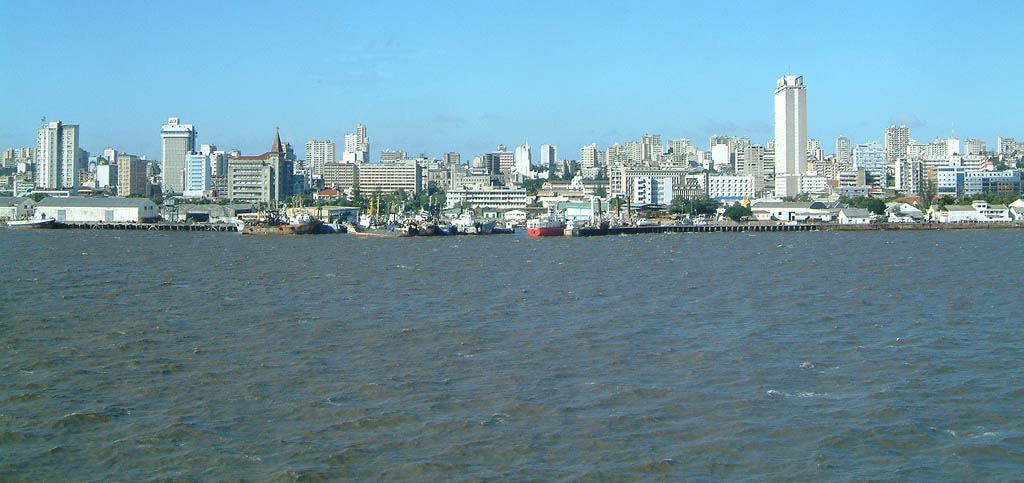
Мапуту — столиця країни

Рівень урбанізованості в 2000 році склав 36 %. Головні міста держави: Мапуту (1,15 млн осіб), Матола (817 тис. осіб), Нампула (575 тис. осіб).

### Етнічний склад
Головні етноси, що складають мозмабіцьку націю: бантумовні народи — 98 %, європейці, індійці, китайці, метиси — 2 %.

#### Українська громада Мозамбіку
Українська громада, переважно, складається із трьох великих груп громадян: лікарів, викладачів вузів та жінок, які одружилися в Україні із мозамбікцями та обрали місцем свого життя Мозамбік. За неофіційними підрахунками, у Мозамбіку сьогодні проживає близько 400 українців, до яких зараховуються діти від змішаних шлюбів. (Більшість цих афро-українців народилися в Україні, мають одного з батьків (переважно, матір) українського роду, і якщо колись побажають отримати українське громадянство, чинний закон дозволяє їм це зробити). Певне зменшення української громади відбулося в останні роки, 2004—2009, завдяки масовому від'їзду з Мозамбіку українських лікарів та їх родин, через професійні обставини (непоновлення контрактів тощо). Організованої української громади в Мозамбіку не існує, так само як української церкви чи українських громадських організацій. Переважна більшість українців є православного обряду і ходять до грецької православної церкви Св. Архангела Гавриїла у м. Мапуту.

### Мови
Державна мова: португальська. Населення країни користується 25 спорідненими мовами, що не мають офіційного статусу ні на державному, ні на регіональному рівнях.

### Релігії
Головні релігії держави: анімізм — 47 % населення, іслам — 28 %, католицтво — 25 %.

### Охорона здоров'я
Очікувана середня тривалість життя в 2006 році становила 39,8 року: для чоловіків — 39,5 року, для жінок — 40,1 року. Смертність немовлят до 1 року становила 129 ‰ (станом на _ рік). Населення забезпечене місцями в стаціонарах лікарень на рівні 1 ліжко-місце на 1227 жителів; лікарями — 1 лікар на 50 тис. жителів (станом на 1990 рік). Витрати на охорону здоров'я в 1990 році склали 5,9 % від ВВП країни.
У 1993 році 22 % населення було забезпечено питною водою.

### Освіта
Рівень грамотності в 2001 році становив 47,8 %: 63,5 % серед чоловіків, 32,7 % серед жінок.
Витрати на освіту в 1996 році склали 6,3 % від ВВП.

### Інтернет
У 2001 році всесвітньою мережею Інтернет у Мозамбіці користувались 15 тис. осіб.